# Paul Bosvelt
Paul Bosvelt (Doetinchem, 26 maart 1970) is een Nederlands voetbaltrainer en voormalig profvoetballer. Als speler kwam Bosvelt in Nederland uit voor Go Ahead Eagles, FC Twente, sc Heerenveen en Feyenoord. In het buitenland speelde de middenvelder voor Manchester City. In zijn periode bij Feyenoord had Bosvelt als aanvoerder een aanzienlijk aandeel in de winst van de UEFA Cup in 2002. Als international kwam Bosvelt tussen 2000 en 2004 uit voor het Nederlands voetbalelftal, waarmee hij deel uitmaakte van de Oranje-selectie voor het EK 2000 en 2004.

## Voetbalcarrière
Bosvelt begon zijn carrière bij de amateurclub SC Doesburg. Hierna speelde hij in de jeugd bij De Graafschap alvorens de overstap te maken naar Go Ahead Eagles. Daar bleef hij tot 1994, waarna hij bij FC Twente kwam en 3 seizoenen bleef spelen, totdat Feyenoord hem transfervrij aantrok.

### Feyenoord (1997-2003)
Bij Feyenoord werd hij al snel een belangrijke basiskracht. Naast basisspeler werd Bosvelt vooral publiekslieveling. Wekelijks werd hij luidkeels toegezongen door het trouwe Legioen. In 1999 won hij de landstitel. In het derde seizoen werd Bosvelt door de zware blessure van Jean-Paul van Gastel aanvoerder van de Rotterdammers en werd hij opgeroepen voor het Nederlands elftal. Bosvelt mocht als aanvoerder van het succeselftal in 2002 de UEFA Cup omhoog tillen namens Feyenoord.
In 2003 maakte hij de overstap naar Manchester City. "Ik heb zes fantastische jaren bij Feyenoord gehad. (...) Ik wil het publiek en de club bedanken in De Kuip." vertelde Bosvelt op de clubsite. Bosvelt bedankte het Legioen door een vliegtuig met spandoek over De Kuip heen te laten vliegen met de tekst "Bedankt 4 ever kameraden: Paul". De middenvelder speelde gedurende de 6 seizoenen voor Feyenoord 177 wedstrijden en scoorde daarin 33 keer.

### Manchester City (2003-2005)
De Engelse hoofdtrainer, Kevin Keegan, kondigde Bosvelt aan als "het type speler dat je absoluut wilt hebben in een elftal". Op 25 augustus 2003 maakt Bosvelt zijn debuut in de Premier League tijdens de competitiewedstrijd tegen Blackburn Rovers (3-2 winst). "Fysiek en conditioneel ben ik er bij Manchester City sterker op geworden. Jammer dat je ouder wordt en het er van die kant weer vanaf brokkelt." blikte Bosvelt in mei 2005 terug tijdens een interview.
Toen de middenvelder zijn vertrek bij Manchester City aankondigde toonde de Friese club sc Heerenveen haar interesse. Ook Feyenoord had belangstelling, maar met name de hoofdtrainer Ruud Gullit vond Bosvelt in eerste instantie te oud om zijn zwalkende ploeg te komen versterken en was daarmee niet daadkrachtig genoeg. Op 4 mei werd Bosvelt in Heerenveen medisch gekeurd en tekende een contract voor twee jaar. Toen bekend werd dat Bosvelt voor Heerenveen had getekend en het Feyenoord-legioen zich daarover beklaagde, stelde Gullit zijn mening bij. Dit was echter te laat voor een mogelijke terugkeer naar Rotterdam. Na twee jaar te hebben gevoetbald in Engelse competitie keerde Bosvelt weer terug naar de Nederlandse competitie.

### sc Heerenveen (2005-2007)
De 35-jarige Bosvelt en sc Heerenveen sloten een overeenkomst voor twee jaar. Bij zijn spelerspresentatie vertelde Bosvelt: "Ze spreken heel duidelijk uit dat ze vertrouwen in me hebben. Dat vertrouwen wil ik gaan terugbetalen. En ik wil laten zien dat leeftijd geen struikelblok hoeft te zijn."
De middenvelder speelde zijn laatste officiële competitieduel tegen Feyenoord en werd door de supporters van beide clubs toegejuicht. Na de Play-offs-wedstrijd tegen AFC Ajax op 13 mei 2007, beëindigde Bosvelt zijn spelersloopbaan.

## Interlandcarrière

### Nederland
Bosvelt debuteerde pas op zijn dertigste in het Nederlands elftal, waarmee hij tussen 2000 en 2004 deel uitmaakte van de Oranje-selectie voor het EK 2000 en 2004. Hij maakte zijn debuut op 29 maart 2000. Bij zijn laatste interland viel hij in voor Arjen Robben in de wedstrijd tegen Tsjechië bij een 2-1 stand. De wedstrijd ging verloren met 2-3. Dit wordt door sommige mensen gezien als de slechtste wissel ooit.
Bosvelt speelde in totaal 24 interlands.

## Trainerscarrière
Na het beëindigen van zijn spelersloopbaan werd Bosvelt actief als trainer. Hij begon zijn trainerscarrière bij Go Ahead Eagles als assistent van het eerste elftal in 2009. In seizoen 2011/12 rondde hij de cursus TC 1 succesvol af. Daarna werd Bosvelt werkzaam bij de Voetbalacademie FC Twente waar hij van 2012 tot 2014 assistent-trainer was bij het elftal onder de 19 jaar en van 2014 tot 2016 de B1 onder zijn hoede had. Bosvelt werd in juli 2015 assistent-trainer bij Jong Oranje, onder Fred Grim. In juni 2016 werd hij aangesteld als trainer van Jong FC Twente, dat zich net had geplaatst voor de Tweede Divisie. Op 5 december 2017 ging Bosvelt aan de slag als technisch adviseur van de directie van Go Ahead Eagles. Sinds april 2018 is hij technisch manager bij Go Ahead Eagles. Medio 2025 zou hij zijn functie overdragen aan Marc van Hintum en zich gaan focussen op de rol van hoofd scout.

## Statistieken

### Carrière als speler
| Seizoen | Club               | Wedstrijden | Doelpunten | Competitie          |
| ------- | ------------------ | ----------- | ---------- | ------------------- |
| 1989/90 | Go Ahead Eagles    | 32          | 2          | Gouden Gids Divisie |
| 1990/91 | Go Ahead Eagles    | 26          | 8          | Gouden Gids Divisie |
| 1991/92 | Go Ahead Eagles    | 27          | 4          | Gouden Gids Divisie |
| 1992/93 | Go Ahead Eagles    | 22          | 4          | Eredivisie          |
| 1993/94 | Go Ahead Eagles    | 32          | 9          | Eredivisie          |
| 1994/95 | FC Twente          | 33          | 7          | Eredivisie          |
| 1995/96 | FC Twente          | 32          | 7          | Eredivisie          |
| 1996/97 | FC Twente          | 31          | 7          | Eredivisie          |
| 1997/98 | Feyenoord          | 30          | 4          | Eredivisie          |
| 1998/99 | Feyenoord          | 34          | 4          | Eredivisie          |
| 1999/00 | Feyenoord          | 32          | 8          | Eredivisie          |
| 2000/01 | Feyenoord          | 20          | 8          | Eredivisie          |
| 2001/02 | Feyenoord          | 31          | 7          | Eredivisie          |
| 2002/03 | Feyenoord          | 31          | 2          | Eredivisie          |
| 2003/04 | Manchester City FC | 25          | 0          | Premier League      |
| 2004/05 | Manchester City FC | 28          | 2          | Premier League      |
| 2005/06 | sc Heerenveen      | 30          | 4          | Eredivisie          |
| 2006/07 | sc Heerenveen      | 28          | 1          | Eredivisie          |
| Totaal  |                    | 523         | 88         |                     |

## Erelijst

### Als speler
| Eredivisie           | 1x | 1998/99 |
| Johan Cruijff Schaal | 1x | 1999    |
| UEFA Cup             | 1x | 2001/02 |

## Speelstijl
Bosvelt is weleens omschreven als een 'typische Feyenoord-speler'. De defensieve middenvelder die zowel kon scoren als meevoetballen, werd in Rotterdam populair als een karaktervolle en hardwerkende voetballer. Dit maakte van Bosvelt een cultspeler in dezelfde categorie als John de Wolf, Henk Fraser en later Dirk Kuijt.